# 土井正男
土井 正男（どい まさお、1948年3月28日 - ）は、日本の物理学者。学位は、工学博士。

## 来歴
愛知県田原町（現在の田原市）出身。専門はソフトマター物理学、レオロジー、計算機材料設計など。北京航空航天大学教授。名古屋大学・東京大学名誉教授。元日本学術会議連携会員。中華人民共和国国務院千人計画に参加。

## 略歴
- 1966年3月 - 愛知県立時習館高等学校卒業[2]
- 1970年3月 - 東京大学工学部物理工学科卒業[1][2]
- 1973年3月 - 東京大学大学院工学系研究科修士課程修了[1]
- 1974年3月 - 東京大学大学院工学系研究科物理工学専攻博士課程中退
- 1974年4月 - 東京都立大学 (1949-2011)理学部物理学科助手[2]
- 1976年10月 - 1978年9月 インペリアル・カレッジ・ロンドン、ケンブリッジ大学客員研究員[2]
- 1976年10月 - 東京大学に博士論文「高分子系における分子間からみ合い効果の理論」を提出し工学博士の学位を取得
- 1978年10月 - 東京都立大学 (1949-2011)理学部物理学科助教授
- 1984年5月 - 1985年2月 日本学術振興会海外派遣研究員としてケンブリッジ大学へ留学
- 1989年8月 - 名古屋大学工学部応用物理学科教授
- 1997年4月 - 名古屋大学大学院工学研究科計算理工学専攻教授、後に名誉教授の称号を得る
- 1998年8月 - 「高機能材料設計プラットフォームの開発」プロジェクトリーダ
- 2004年4月 - 東京大学大学院工学系研究科物理工学専攻教授
- 2012年3月 - 東京大学を定年退職し名誉教授の称号を得る
- 2012年4月 - 豊田理化学研究所フェロー
- 2013年4月 - 北京航空航天大学外国人教授

## 主な受賞歴
- 1982年5月 - 高分子学会賞 “高分子濃厚系の粘弾性の分子論”
- 1983年5月 - 日本レオロジー学会有功賞 “非線形レオロジーにおけるからみ合い効果”
- 1988年11月 - 日本IBM科学賞 “高分子液体の粘弾性のレプテーション理論”[1]
- 1999年2月 - ベルギー・ルーヴァン・カトリック大学 名誉博士
- 2001年3月 - アメリカ物理学会 APS Polymer Physics Prize (Ford prize)
- 2001年10月 - アメリカレオロジー学会 ビンガム・メダル
- 2003年5月 - 日本レオロジー学会 学会賞
- 2005年1月 - イギリス物理学会 名誉会員 Honorary Fellow of Institute of Physics
- 2010年4月 - 紫綬褒章[6]
- 2021年4月 - 瑞宝中綬章[7][8]